# Roman Bürki
Roman Bürki (* 14. November 1990 in Münsingen) ist ein Schweizer Fussballtorhüter. Aktuell steht er bei St. Louis City unter Vertrag. Bei Borussia Dortmund stand er von 2015 bis 2022 unter Vertrag und war jahrelang dessen Stammtorhüter. Mit dem BVB gewann Bürki zweimal den DFB-Pokal.

## Karriere

### Vereine

#### Anfänge in Münsingen und Bern
Bürki stammt aus Münsingen, einer Kleinstadt südlich von Bern. Seine fussballerische Ausbildung genoss er zunächst beim örtlichen FC Münsingen, mit dem bereits sein Vater Martin drittklassig gespielt hatte. Dieser war ebenfalls Torhüter gewesen und blieb im Jahr 1994 rund 800 Minuten lang ohne Gegentor. Im Anschluss absolvierte der 15-jährige Bürki ein Probetraining beim FC Thun, wurde dort jedoch nicht aufgenommen. Nach einem Anruf des Jugendtorhütertrainers des BSC Young Boys aus Bern nahm er schliesslich seine zweite Chance wahr. Obwohl der junge Torhüter anfangs Bedenken ob eines erneuten Scheiterns hatte, motivierte ihn sein Vater, es zu versuchen, was schliesslich darin mündete, dass Bürki junior in der U16 der Young Boys spielen durfte.

#### BSC Young Boys
Erste Erfahrungen im Männerbereich sammelte Bürki ab dem Jahr 2007 als Stammkeeper der Berner U21. Nach zwei Jahren wurde er trotz einer Gegentorquote von 2 pro Spiel zur Erlangung von Spielpraxis auf höherem Niveau ausgerechnet an den FC Thun ausgeliehen. Zur Winterpause wurde das Leiharrangement jedoch beendet, und Bern lieh den Torhüter innerhalb der Challenge League an den Thuner Konkurrenten FC Schaffhausen aus. Im Wechsel mit Flamur Tahiraj erhielt Bürki im Schnitt nur einen Gegentreffer pro Partie, landete mit dem Klub aber lediglich im unteren Tabellendrittel.

#### Grasshopper Club Zürich
Im Rahmen einer Torhüter-Rochade wechselte Bürki zu Jahresbeginn 2011 im Tausch gegen Ivan Benito leihweise zum Grasshopper Club Zürich in die höchste Schweizer Liga. Nachdem er zu Beginn auf der Ersatzbank gesessen hatte, bekam er bald seine ersten Spielzeiten und entwickelte sich zum Stammtorhüter. Im Februar 2013 wurde Bürki gegen eine Zahlung von umgerechnet 600'000 Euro definitiv übernommen. Er erhielt einen Dreijahresvertrag bis zum 30. Juni 2016 mit Option zur Verlängerung für eine weitere Saison. Im Mai stand er im Final des Schweizer Cups 2013 zwischen den Pfosten und holte gegen den Titelverteidiger FC Basel mit der Mannschaft den Cup.

#### SC Freiburg
Zur Saison 2014/15 verpflichtete ihn der deutsche Bundesligist SC Freiburg als Nachfolger des nach Hoffenheim abgewanderten Oliver Baumann. In Freiburg absolvierte Bürki alle 34 Ligaspiele, am Saisonende stieg der SC in die 2. Bundesliga ab.

#### Borussia Dortmund
Zur Saison 2015/16 wechselte Bürki zu Borussia Dortmund (BVB) und unterschrieb einen bis Juni 2021 gültigen Vertrag. Trainer Thomas Tuchel machte ihn in seiner ersten Saison zum neuen Stammtorhüter für die Bundesliga- und die DFB-Pokal-Spiele. In den Spielen der Europa League spielte der langjährige Stammtorhüter Roman Weidenfeller. Am ersten Spieltag der Bundesligasaison 2015/16 absolvierte Bürki gegen Borussia Mönchengladbach sein erstes Bundesligaspiel für Dortmund, das mit 4:0 gewonnen wurde. In der Saison absolvierte er 33 Bundesligaspiele, zwei Europa-League-Partien und alle sechs Partien im DFB-Pokal, in dem der BVB im Final gegen den FC Bayern verlor. Ende November 2016 brach er sich beim 1:0-Heimsieg gegen den FC Bayern München die Mittelhand und fiel bis zur Rückrunde aus. Am Saisonende stand er im DFB-Pokal-Endspiel wieder im Tor und holte seinen ersten Titel mit dem BVB. Nach seiner Rückkehr war er Stammtorhüter der Borussia und setzte sich in der Vorbereitung zur Saison 2018/19 gegen seinen vom FC Augsburg verpflichteten Landsmann Marwin Hitz durch. Beim 4:3-Heimsieg gegen den FC Augsburg am 7. Spieltag dieser Spielzeit absolvierte der Schweizer sein 100. Bundesligaspiel für den Verein.
Im August 2019 gewann Bürki mit dem Verein durch ein 2:0 den DFL-Supercup gegen den FC Bayern. Er stand wettbewerbsübergreifend in 39 Pflichtspielen zwischen den Pfosten, spielte fünfzehnmal zu Null und wurde mit dem BVB erneut Vizemeister. Bereits vor Saisonende hatte er eine Vertragsverlängerung bis Juni 2023 erhalten. Nach einer Serie von drei Partien mit sieben Gegentreffern entschied sich der neue Trainer Edin Terzić nach einer anschliessenden, mehrwöchigen Verletzungspause Bürkis für Hitz als Nummer 1. Sebastian Kehl, Leiter der Lizenzspielerabteilung, kommentierte den Wechsel wie folgt: «Wir haben mit ihm [Bürki] ausführlich gesprochen. Und die Situation ist sicher für ihn als jahrelange Nummer eins auch ungewohnt. Trotzdem sollte er sich weiter aufdrängen, so gut wie möglich anbieten, Gas geben und um seine nächste Chance kämpfen.» Aufgrund einer Knieverletzung, die für Hitz das Saisonende bedeutete, kehrte Bürki zum DFB-Pokal-Endspiel ins Tor zurück und gewann mit dem BVB zum zweiten Mal diesen Wettbewerb.
Innerhalb der anschliessenden Sommerpause verpflichtete die Borussia mit dem sieben Jahre jüngeren Gregor Kobel den bereits dritten Schweizer Nationaltorhüter. Dieser ging als neue Nummer 1 in die Spielzeit 2021/22, wohingegen der genesene Hitz vom neuen Trainer Marco Rose zu dessen Stellvertreter ernannt wurde; Bürki blieb so im mittlerweile fünfköpfigen Torhüterteam nur noch Platz 3. Kurz nach Saisonbeginn soll sich Atlético Madrid zeitweise für den Torhüter interessiert haben, ein Wechsel kam jedoch nicht zustande. Selbst nach einer Verletzung Kobels wählte Rose Ende Oktober 2021 im Pokalspiel gegen den Zweitligisten FC Ingolstadt 04 Hitz als Ersatz für Kobel und setzte den 20-jährigen Luca Unbehaun auf die Bank. Zum Hinrundenende nominierte Rose nach einem erneuten Ausfall Kobels erneut Hitz fürs Tor sowie Stefan Drljača als dessen möglichen Ersatz. Bürki rutschte so innerhalb des Torhüterteams weiter ab und wartete nach wie vor auf die erste Nominierung in der laufenden Saison. Am letzten Spieltag stellte ihn Rose zum Abschied in der Startelf auf.

#### St. Louis City
Zum 1. Juli 2022 wechselte Bürki in die USA zu St. Louis City. Er unterschrieb beim neuen Franchise der Major League Soccer, das zur Saison 2023 den Spielbetrieb aufnahm, einen Vertrag bis zum 31. Dezember 2025. Mit Eduard Löwen, Joakim Nilsson und Tomáš Ostrák verpflichteten die US-Amerikaner weitere ehemalige Bundesligaspieler. Bis zum Ende der Saison 2022 kam Bürki viermal im Farmteam in der MLS Next Pro zum Einsatz. 
Im Februar 2023 wurde er von Trainer Bradley Carnell zum ersten Kapitän in der Geschichte von St. Louis City bestimmt. Nach einer erfolgreichen Regular Season, der erfolgreichsten Premierensaison, die ein Franchise jemals in der MLS absolvierte, wurde Bürki mit dem Goalkeeper of the Year award der MLS ausgezeichnet. Im Vorfeld zeigte der Schlussmann 123 Paraden (nur zwei weitere Torhüter hatten einen Wert von über 100 vorzuweisen) und wehrte 74,55 % der auf sein Tor abgewehrten Schüsse (mehr als jeder andere) ab.

### Nationalmannschaft

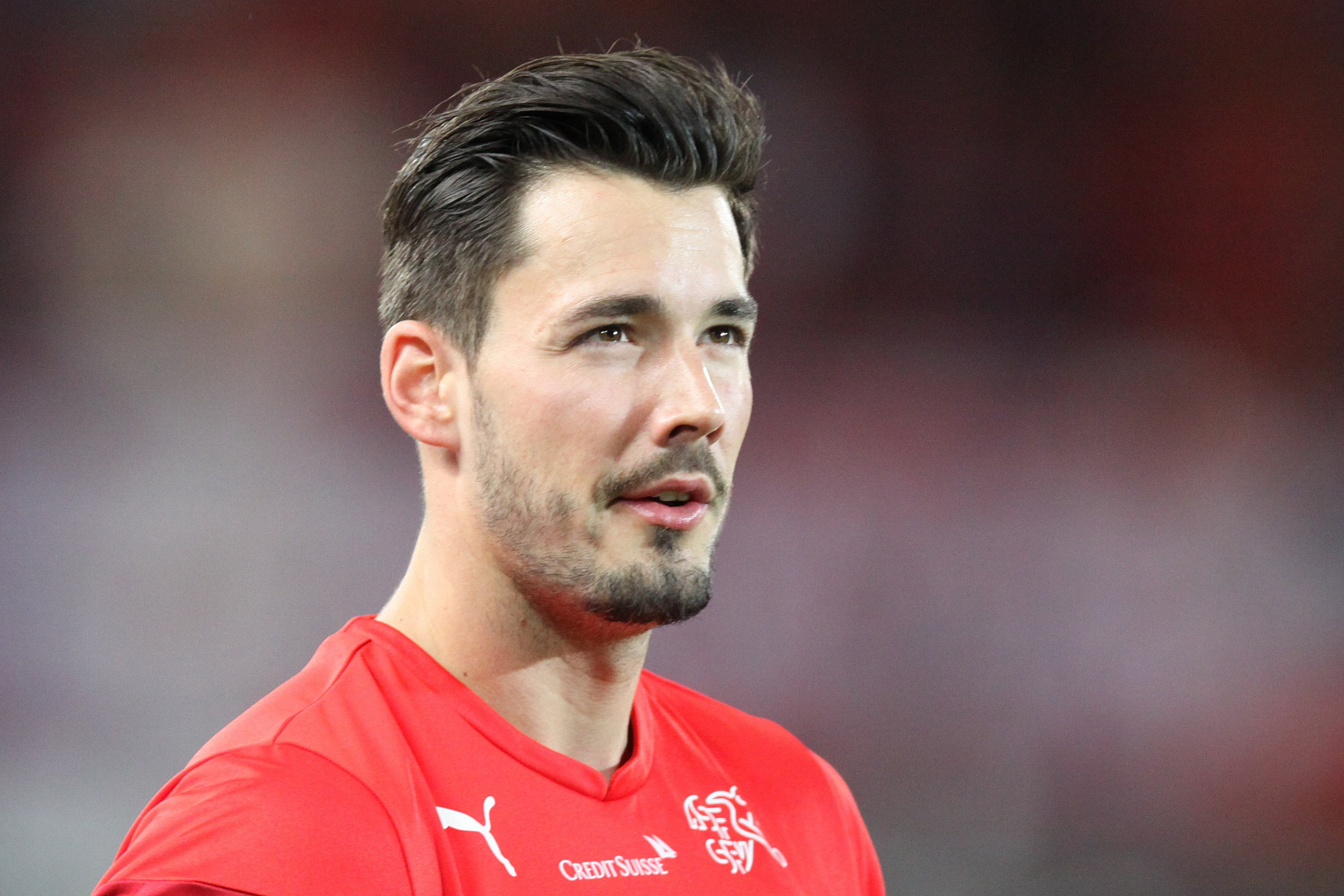
Bürki in der Schweizer Nationalmannschaft (2015)

Patrick Foletti, Torhütertrainer der Nati, sagte einmal über seinen Keeper: «Bürki hat eine überdurchschnittliche Explosivität, kann mit starken Paraden auf der Linie sein Team im Spiel halten. Im Offensivspiel mit dem Fuss hat er eine unheimliche Präzision und Schärfe. Das sind nicht alle seine Top-Qualitäten, aber sicher seine stärksten Merkmale.»
Roman Bürki bestritt fünf Spiele für die Schweizer U20-Nationalmannschaft. Er wurde für die U21-Europameisterschaft 2011 in Dänemark nominiert, musste jedoch aufgrund einer Verletzung passen.
Seit Mai 2014 gehört er als Ersatzgoalie dem Kader der Schweizer A-Nationalmannschaft an und stand im Kader bei der Weltmeisterschaft 2014 in Brasilien, kam aber nicht zum Einsatz. Am 18. November 2014 gab er im Freundschaftsspiel beim 2:2 gegen Polen sein Debüt.
In der Qualifikation für die Fussball-Europameisterschaft 2016 in Frankreich wurde er im vorletzten Spiel gegen San Marino erstmals in einem Pflichtspiel eingesetzt. Für die EM wurde er als Ersatztorhüter in das Aufgebot der Schweiz berufen, wurde aber nicht eingesetzt.
Bei der Weltmeisterschaft 2018 in Russland gehörte er zum Aufgebot der Schweiz. Er kam zu keinem Einsatz und schied mit der Mannschaft im Achtelfinal gegen Schweden aus.
Im Anschluss gab Bürki an, zugunsten seiner Vereinskarriere bis auf Weiteres keine Spiele mehr für die Nationalmannschaft absolvieren zu wollen.

## Privates
Bürkis jüngerer Bruder Marco ist ebenfalls Fussballspieler und spielt als Innenverteidiger. Beide erlangten ihre Begeisterung durch Vater Martin, der früher ebenfalls als Torhüter aktiv gewesen war. Die Eltern der Brüder leben nach wie vor in Münsingen, wo der Vater eine Firma für Heizungsbau betreibt. Rückblickend schätzt der Schweizer, der sich selbst trotz seinem Wechsel nach Deutschland als heimatverbunden fühlt, den Zusammenhalt in der kleinen Gemeinde.
Nachdem Bürki bereits als 18-Jähriger gute Erfahrungen mit einem Mentaltrainer gemacht hatte, konsultierte er ihn im Jahr 2018 erneut.

## Erfolge
Grasshopper Club Zürich
- Schweizer Cupsieger: 2013

Borussia Dortmund
- DFB-Pokalsieger (2): 2017, 2021
- DFL-Supercupsieger: 2019 (ohne Einsatz)

individuelle Auszeichnungen
- MLS Goalkeeper of the Year: 2023